# Tornikès
Les Tornikès ou Tornikios (en grec byzantin : Τορνίκιος, Τορνίκης, Torkinina au féminin) sont une famille byzantine, particulièrement importante vers le milieu et la fin de l'histoire byzantine. À partir du milieu du Xe siècle, cette famille, d'origine arménienne et géorgienne, elle acquiert un rôle croissant dans la politique impériale. Elle occupe d'abord des postes de pouvoir dans le domaine militaire. À partir du XIIIe siècle, elle s'allie par des mariages avec des membres de grandes familles aristocratiques, en particulier les Paléologues.

## Histoire
Au début du Xe siècle, le prince arménien Abu Ghanim ou Apoganem, frère du prince Grégoire Ier de Taron, est reçu à Constantinople et reçoit le titre de protospathaire puis celui de patrice. Le fils d'Abu Ghanim, T'ornik, reçoit aussi le rang de patrice. A sa mort, sa femme et son fils, Nicolas Tornikès, sont invités par l'empereur Romain Ier Lécapène, à s'installer à Constantinople, pour intégrer l'aristocratie impériale. Le patronyme de T'ornik est issu du mot arménien t'orn, qui signifie petit-fils et qui, repris en grec, donne le nom Tornikios ou Tornikès.
Nicolas et Léon Tornikios, qui sont probablement frères, sont des partisans de Constantin VII Porphyrogénète quand celui-ci dépose ses deux coempereurs, Étienne Lécapène et Constantin Lécapène, en 945. Un autre membre important de cette famille intervient à la même époque. Il s'agit de Jean Tornikès, général du prince géorgien David III d'Ibérie mais son lien familial avec Nicolas et Léon est inconnu. Il s'établit ensuite en terres byzantines, comme moine au monastère d'Iveron du mont Athos. Il devient ensuite diplomate et général sous Basile II. En 979, il réprime la révolte de Bardas Sklèros. Les proches de Jean Tornikès occupent des places importantes auprès du souverain byzantin.
Au XIe siècle, le stratège Léon Tornikès se révolte depuis Andrinople contre Constantin IX Monomaque, avec qui il est apparenté. Il tente de s'empare du pouvoir et manque de peu de prendre la capitale. Finalement capturé, il est aveuglé à la Noël 1047. Lors de la première moitié du XIIe siècle, la famille Tornikès disparaît temporairement des sources et réapparaît à la fin du siècle. Le membre le plus connu est alors Georges Tornikès l'Ancien. Il se distingue comme didaskalos (professeur), spécialisé en psaumes. Il est aussi membre du clergé (métropolite d'Éphèse) et fait partie du cercle des intellectuels de l'Empire, dont les lettres fournissent des informations intéressantes sur différents sujets, dont la vie à Ephèse.
À partir du XIIe siècle, les Tornikès sont de plus en plus représentés parmi les fonctionnaires civils et restent impliqués dans la vie politique. Démétrios Tornikès et son fils, Constantin, occupent tous deux la fonction importante de logothète du drome. Son autre fils, Euthyme Tornikès, est un diacre et un rhéteur dont plusieurs travaux du tout début du XIIIe siècle ont survécu. Après le sac de Constantinople en 1204, la famille se replie sur l'Empire de Nicée où elle conserve son influence. Démétrios, le fils de Constantin, devient mésazon lors du règne de Théodore Ier Lascaris et son fils reçoit le titre de sébastokrator en 1259. Jean Tornikès est un autre membre qui est mentionné en 1258 comme doux des Thracésiens. Il pourrait s'agir d'un fils de Démétrios. Après la reconquête de Constantinople en 1261, les Tornikès retournent dans la capitale où Constantin, l'un des fils de Démétrios, est mentionné comme éparque (gouverneur de la cité).
Au XIVe siècle, les liens familiaux établis avec la dynastie régnante des Paléologues permet aux Tornikès de croître en influence. En 1326, Constantin Tornikès Paléologue est mentionné comme grand drongaire de la garde et son fils présumé, Démétrios Tornikès Paléologue, sert comme grand drongaire et képhale de Constantinople entre 1337 et 1339. Parmi les autres représentants de cette famille, Andronic Tornikès Paléologue est parakoimomène et Michel Tornikès Paléologue est megas konostaulos et conseiller d'Andronic II Paléologue lors du conflit de celui-ci avec son petit-fils, Andronic III Paléologue.

## Sources
- (en) Alexander Kazhdan (dir.), Oxford Dictionary of Byzantium, New York et Oxford, Oxford University Press, 1991, 1re éd., 3 tom. (ISBN 978-0-19-504652-6 et 0-19-504652-8, LCCN 90023208)
- (en) John Wortley, John Skylitzes: A Synopsis of Byzantine History, 811–1057, Cambridge University Press, 2010 (ISBN 978-0-521-76705-7)